# Attack i luften
Attack i luften (engelska: Flying Leathernecks) är en amerikansk krigsfilm från 1951 i regi av Nicholas Ray.

## Handling
Major Kirby leder en skvadron Grumman F6F Hellcats vid slaget om Guadalcanal.

## Rollista i urval
- John Wayne - major Dan Kirby
- Robert Ryan - kapten "Griff" Griffin
- Don Taylor - löjtnant "Cowboy" Blithe
- Janis Carter - Joan Kirby
- Jay C. Flippen - sergeant Clancy
- William Harrigan - dr Curan
- James Bell - överste Hughes
- Barry Kelley - brigadgeneral
- Sam Edwards - Junior